# AutoTrack
AutoTrack is een Nederlandse website voor nieuwe en tweedehands auto's, opgericht in april 2000. Samen met Gaspedaal.nl en AutoWereld is AutoTrack eigendom van Automotive MediaVentions.

## Activiteiten
Zowel autobedrijven als particuliere adverteerders kunnen hun auto op AutoTrack adverteren. Eind 2013 is de AutoTrack-app gelanceerd.

## Geschiedenis
Vanaf de start in april 2000 was het bedrijf onderdeel van Wegener. In 2013 nam De Persgroep het over voor een bedrag van 26 miljoen euro, samen met Carsom.nl, een vergelijkingssite voor onderhoud en reparaties. In 2019 ging AutoTrack samen met Gaspedaal.nl in de joint venture Automotive MediaVentions, een joint venture van Telegraaf Media Groep (49%) en DPG Media (51%). Automotive MediaVentions is sinds oktober 2019 ook eigenaar van occasionwebsite AutoWereld.

## Eindverantwoordelijken
Toen in 2012 zittend directeur Sander van den Hout eindverantwoordelijk werd voor het toenmalige Wegener Digital, werd hij opgevolgd door Fréderique van de Poll, die toen als salesmanager fungeerde. 

Na drie jaar, in september 2015, vertrok Van de Poll naar Tweakers. Zij werd opgevolgd door Henk Kooijman, die voorheen werkzaam was als directeur-eigenaar van OrganisatieUpgrade. Van 2007 tot 2010 had Kooijman al ervaring opgedaan in de automotive branche als algemeen directeur van ruitschadebedrijf Autotaalglas.
Van den Hout is in 2019 actief als directeur van Automotive MediaVentions.

## Functie
AutoTrack controleert alle advertenties op de volgende punten:
- kenteken
- kilometerstand
- bouwjaar
- prijs
- garantievorm
- fraude
- diefstal

Het bedrijf biedt deze informatie door samen te werken met bedrijven als ANWB, BOVAG en RDW.